# 萨尔 (梅克伦堡-前波美拉尼亚州)
萨尔（德語：Saal）是德国梅克伦堡-前波美拉尼亚州的市镇，隶属于前波美拉尼亚-吕根县，总面积为49.19平方千米，截至2020年总人口为1430人。